# Metatelmatherium
Metatelmatherium — рід бронтотерій, поширений у Північній Америці та Східній Азії. Він жив у пізньому еоцені 40.4—37.2 млн років тому.